# Ikem Ekwonu
Ikemfuna Patrick Ekwonu (Charlotte, Carolina del Norte, 31 de octubre de 2000) más conocido como Ikem Ekwonu, apodado Ickey, es un jugador profesional estadounidense de fútbol americano, se desempeña en la posición de offensive tackle en Carolina Panthers, en la National Football League (NFL).

## Carrera
Fue seleccionado en la Reunión Anual de Selección de Jugadores de la NFL de 2022. Hizo su debut profesional con el equipo Carolina Panthers, lleva jugando dos temporadas.